# Lauren Phoenix
Lauren Phoenix (Toronto, 13 de maio de 1979) é uma atriz e diretora de filmes pornô canadense.

## Biografia
Começou a fazer filmes pornôs no ano de 2003 e fez até o começo de 2006 mais 400 filmes. Também dirigiu alguns filmes no ano de 2005. É conhecida pelas inúmeras cenas de sexo anal que realizou em seus filmes, além de inúmeras cenas de um dos maiores fetiches do momento no cinema pornô mundial, o atm, também engole esperma em alguns filmes, além de realizar dupla penetração, dupla penetração vaginal e até dupla penetração anal. Também é adepta do bukkake, ou gozada facial.

## Filmografia selecionada
- A.N.A.L. # 3: Bum Rush
- Absolute Ass # 3
- All About Anal
- Anal Addicts # 13
- Anal Delinquents # 1
- Anal Fever # 5
- Anal Impact # 2
- Anal Interpreter
- Anal Prostitutes On Video # 1
- Anal Queen
- Anal Showdown
- Anal Supremacy # 3
- Anal Trainer # 3
- Ass 2 Mouth
- Ass 4 Ca$h # 2
- Ass Eaters Unanimous # 5

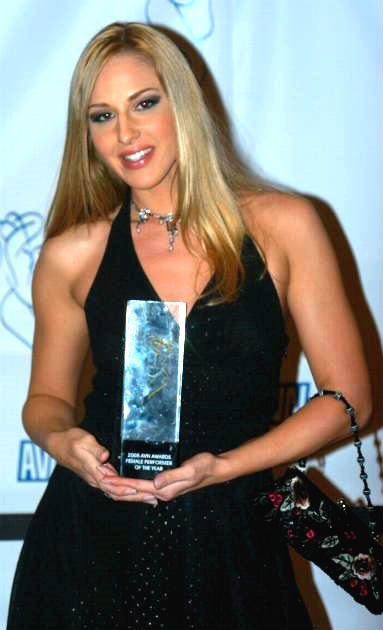
Lauren Phoenix

- Ass Masterpiece (Naughty America) (Internet)
- Ass Pumpers
- Ass Stretchers # 3
- Ass Worship # 5, # 7
- Assed Out # 1
- Assploitations # 2, # 4
- Atm Machine # 3
- Azz Fest # 2, # 5
- Big Booty Revenge
- Big Butt Brotha Lovers # 3
- Big Butt Smashdown # 4
- Big Wet Asses # 4
- Big White Wet Butts # 1
- Chasing The Big Ones # 23
- Deep Throat This # 11
- Desperate Mothers And Wives # 2
- Extreme Penetrations
- Gangbang Squad # 1
- Girl Crazy # 1, # 4
- Internal Cumbustion # 2
- Interracial Lust # 1
- Interracial Nation # 7
- Interracial POV
- It's All About Ass
- Just My Ass Please # 1
- North Pole # 40
- Service Animals # 15
- She Got Ass # 4
- Sodomania # 41
- Suck Fuck Swallow # 1
- Swallow Every Drop # 1
- Swallow Me POV # 1
- Taboo # 21
- Ultimate Asses # 3

## Prêmios e Indicações

### AVN (Adult Video News)
- 2005 - Performance Feminina do Ano
- 2004 - Indicada como Revelação do Ano

### XRCO (X-Rated Critics Organization)
- 2004 - Melhor na Categoria - "Orgasmic Analist"
- 2004 - Indicada na Categoria - "3-Way" (ao lado de Katrina Kraven e Tony T. - Big Wet Asses # 4)
- 2004 - Performance Feminina do Ano
- 2003 - Revelação do Ano
- 2003 - Melhor na Categoria - "Orgasmic Analist"